# Johannes Scheuerl
Johannes Martin Scheuerl (20 de noviembre de 2002) es un deportista alemán que compite en curling. Ganó una medalla de oro en el Campeonato Europeo de Curling Masculino de 2024.

## Palmarés internacional
| Campeonato Europeo | Campeonato Europeo | Campeonato Europeo | Campeonato Europeo |
| Año                | Lugar              | Medalla            | Prueba             |
| ------------------ | ------------------ | ------------------ | ------------------ |
| 2024               | Lohja (Finlandia)  | Medalla de oro     | Equipo             |